# Enrico Sibilia
Enrico Sibilia, italijanski rimskokatoliški duhovnik, škof in kardinal, * 17. november 1861, Anagni, † 4. avgust 1948.

## Življenjepis
8. marca 1884 je prejel duhovniško posvečenje.
30. julija 1908 je bil imenovan za naslovnega nadškofa Sid, 31. avgusta za apostolskega internuncija v Čilu in 11. oktobra istega leta je prejel škofovsko posvečenje. Aprila 1914 je odstopil s položaja internuncija.
16. decembra 1922 je postal apostolski nuncij v Avstriji; to je opravljal do leta 1935, ko je postal uradnik Rimske kurije.
16. decembra 1935 je bil povzdignjen v kardinala in imenovan za kardinal-duhovnika S. Maria Nuova.
11. decembra 1939 je postal kardinal-škof škof Sabine e Poggio Mirteta.